# 4689 Донн
4689 Донн  (4689 Donn) — астероїд головного поясу, відкритий 30 грудня 1980 року.
Тіссеранів параметр щодо Юпітера — 3,592.